# Nervo fibular profundo
‎
O nervo fibular profundo é uma das bifurcações do nervo fibular comum em caminho descendente na perna. Possui funções aferentes e eferentes.

## Trajeto
Seu trajeto se inicia de uma bifurcação do nervo fibular comum, na extremidade proximal da fíbula, entre o músculo fibular longo e o colo desse osso; acompanha a artéria tibial anterior, descendo pela membrana interóssesa; passa pelo retináculo dos extensores e entra no dorso do pé.

## Distribuição
É responsável pela transmissão de impulsos para os músculos do compartimento anterior da perna, dorso do pé e recebe impulsos sensoriais de regiões do pé.
Os músculos relacionados são tibial anterior, extensor longo dos dedos, extensor longo do hálux, fibular terceiro e o extensor curto do pé.